# Dorfkirche Eulo

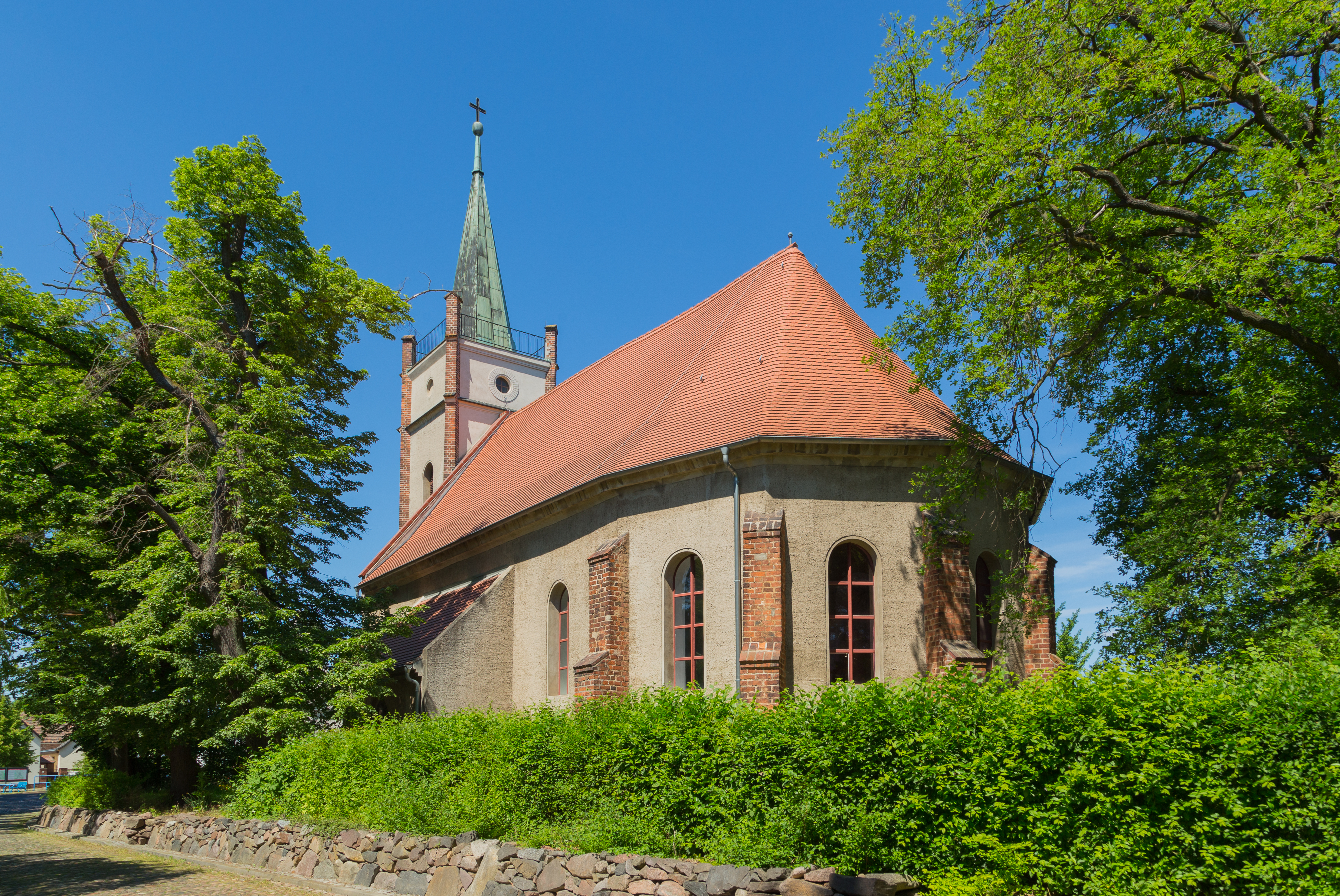
Ansicht der Dorfkirche Eulo von Südosten (2021)

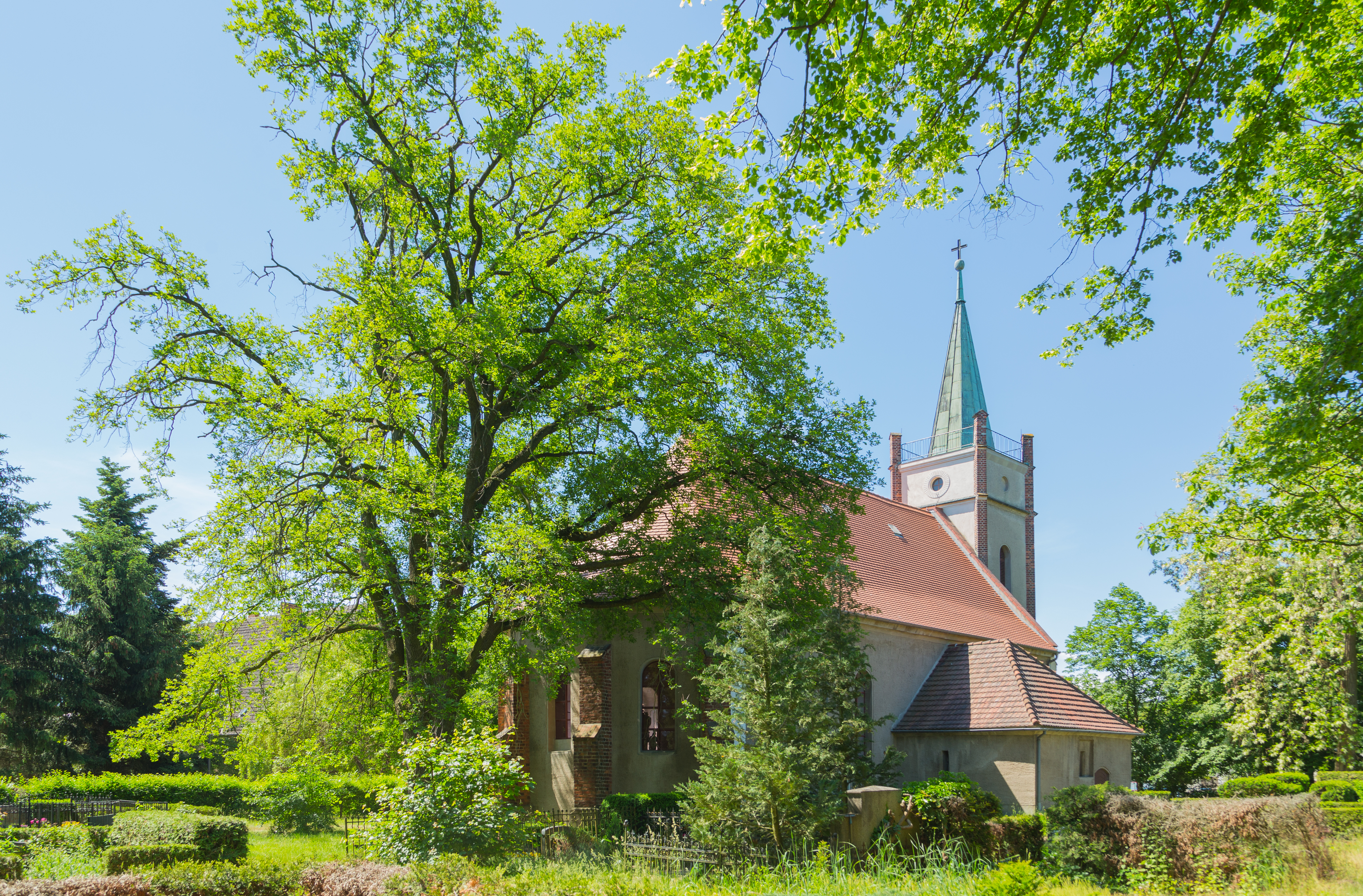
Dorfkirche Eulo von Nordosten (2021)

Die Dorfkirche Eulo ist das Kirchengebäude in Eulo, einem Teilort der Stadt Forst (Lausitz) im Landkreis Spree-Neiße in Brandenburg. Es gehört der Kreuzkirchengemeinde Forst-Nord innerhalb der Gesamtkirchengemeinde der Region Forst im Kirchenkreis Cottbus der Evangelischen Kirche Berlin-Brandenburg-schlesische Oberlausitz. Das Bauwerk ist ein eingetragenes Baudenkmal in der Denkmalliste des Landes Brandenburg.

## Architektur und Geschichte
Die Kirche steht auf einem mit Feldsteinen angeböschten Friedhof und ist ein relativ kurzer Saalbau mit Fünfachtelschluss und einem im Osten abgewalmten Satteldach. Sie wurde im Kern im 15. Jahrhundert mit Feld- und Backsteinen gebaut, aus dieser Zeit stammen auch die Sakristei unter Walmdach an der Nordseite und die südliche Vorhalle. Der Putz wurde erst später aufgetragen, möglicherweise bei einem Umbau der Kirche im 17. Jahrhundert. Der frühere hölzerne Westturm wurde 1854 ein verputzter Turm aus Ziegelmauerwerk auf einem Feldsteinsockel errichtet. Im Jahr 1911 wurden zwei zusätzliche Fenster in das Kirchenschiff gebrochen.
Die Dorfkirche Eulo hat hohe Rundbogenfenster, der Fünfachtelschluss ist an den Ecken mit Strebepfeilern besetzt. Der Turm hat an den Ecken schräg stehende, ziegelsichtige Strebepfeiler mit Fialen über dem Traufgesims und einem schmalen mit Kupferplatten belegten Spitzhelm. Der Zugang zur Kirche erfolgt über ein mit Viertelstäben profiliertes Westportal im Turm. Die Vorhalle im Süden hat ein Pultdach. Sie war ursprünglich nach außen geöffnet und wurde erst im 19. Jahrhundert mit einer Wand verschlossen. Die Vorhalle hat ein rundbogiges Eingangsportal mit Maßwerkoberlicht, dahinter befindet sich ein Spitzbogenportal mit Viertelstabprofil. Der Zugang zur Sakristei ist ebenfalls spitzbogig mit abgeschrägtem Gewände. Der Westgiebel ist mit Raseneisensteinen ausgeführt.
Der Kirchsaal hat im Innenraum eine flache Voutendecke, an den Wänden steht eine dreiseitige Empore aus dem 18. Jahrhundert. Die Südvorhalle ist mit einem Kreuzrippengewölbe mit kräftigen Rundstäben überzogen. Das Dachwerk ist ein Kehlbalkendach mit liegendem Stuhl.

## Ausstattung
Der größte Teil der nicht mehr vollständig vorhandenen Ausstattung der Dorfkirche Eulo stammt aus der Zeit um 1700. Der Altaraufsatz mit Predella aus Sandstein wurde im späten 16. Jahrhundert gefertigt und ist im oberen Bereich mit Rankenornamenten und Puttenköpf verziert, flankiert von zwei Engelsfiguren mit Spruchbändern. In der Predella befindet sich eine Kopie des Abendmahlgemäldes von Leonardo da Vinci. Auf den seitlichen Postamenten stehen Figuren von Petrus und Johannes. Das Altargemälde mit einem Porträt von Jesus Christus ist ein im Jahr 1827 gefertigtes Frühwerk des Malers Hermann Hadanack aus Hoyerswerda. Der Altaraufsatz ist mit einem barocken Heiligenschein bekrönt.
Das glockenförmige Taufbecken aus Sandstein aus dem 16. Jahrhundert ist am unteren Rand mit Bibelsprüchen in Rollwerkkartuschen geschmückt und hat einen mit Palmetten verzierten Karnies sowie einen Deckel aus Holz. Der einfach gestaltete Kanzelkorb mit abgeschrägten Ecken und Blendfeldern stammt aus dem 18. Jahrhundert. Die beiden kleinen Bronzeglocken im Turm wurden 1918 und 1922 von Ulrich & Weule in Apolda gegossen, die große Glocke wurde 1956 von der Firma Schilling hergestellt.
Die Orgel in der Dorfkirche Eulo wurde 1906 von Gustav Heinze gebaut. Das Instrument verfügt über zwölf Register auf zwei Manualen und dem Pedal.